# 任众 (1934年)
任众（1934年—），又称任重，生于北京，社会活动家。刘心武新体小说 《树与林同在》的原型。

## 生平
- 1934年生于北京，在矿山做过童工。[2]
- 1945年，12岁时参加过八路军。
- 1953年，经公安学校学习，在北京市公安局工作。
- 1957年，被打成右派。
- 1979年，被“平反”。
- 退休后，现住北京昌平区农村。
- 2007年4月，任众、燕遯符、铁流、俞梅荪联名上书时任中国国家主席胡锦涛：必须彻底否定“反右派斗争”的错误政治运动。[2]

## 作品
- 《活过·爱过·奋斗过》，美国溪流出版社 www.fellowspress.com，2007年11月出版。[3]

## 链接
- 任眾在普林斯頓大學《反右五十周年國際學術研討會》中的發言 （页面存档备份，存于）
- 任众、燕遯符、铁流、俞梅荪联名 上书国家主席胡锦涛：必须彻底否定“反右派斗争”的错误政治运动[永久]